# Plötzenseer Totentanz
El Plötzenseer Totentanz es una obra de arte del pintor y escultor vienés Alfred Hrdlicka en la iglesia a la memoria del Centro cívico Plötzensee en Berlín. Hrdlicka retrata en 16 pizarras los bailes de los muertos medievales para transmitir la amenaza del hombre actual y de los pueblos en cuanto a la violencia y el poder. En cada una de estas pizarras se pueden apreciar dos ventanas redondas, así como una viga con ganchos de carnicero – esta es una alusión a la casa de ejecuciones donde en el pasado se realizaban las ejecuciones (hoy el Centro cívico Plötzensee).

## La aparición delPlötzenseer Totentanz
A mediados de los años 60, cerca del lugar conmemorativo Plötzensee, se formó el nuevo barrio Paul-Hertz-Siedlung. Esto causó que el centro cívico evangélico de Charlottenburg-Norte construyera un segundo centro cívico para los habitantes de este barrio. Desde un principio se planeó que la sala de misa se construyera en la memoria de las víctimas de Plötzensee. El padre de esa época Bringfried Naumann logró atraer al artista Alfred Hrdlicka para decorar esta sala. Hrdlicka dibujó 27 bosquejos como base para 12 pizarras que fueron terminadas en el Adviento de 1970. Las siguientes cuatro pizarras fueron colocadas en 1972.

## Las pizarras
Las pizarras tienen 3,50 metros de altura, 0,99 metros de anchura y 19 milímetros de grosor. Están hechas de madera y están pintadas con lápiz, carbón, rímel y color blanco. En todas las pizarras (a excepción de una) hay una viga con ganchos de carnicero y ventanas redondas. El Totentanz muestra de manera suelta una serie de acontecimientos bíblicos y temas violentos causados por el juzgamiento humano que terminaron en injusticia, violencia y muerte.

## Cada una de las pizarras
Pared oeste:
Caín y Abel – muerte en el ring de boxeo – muerte en el Showbusiness – muerte de una manifestante (2 pizarras). La pizarra con el tema “Caín mató a golpes a su hermano Abel” empieza el Totentanz. Este primer asesinato de la humanidad fue transmitido por La Biblia.
Muerte de una minoría. Es la única pizarra que aparece sola. Esta pizarra la dedicó Hrdlicka a la aniquilación de una raza, los nativos americanos, que hoy en día es desde hace mucho tiempo una minoría. Esto puede ser visto como un monumento exhortatorio para las “limpiezas de etnias”.
Pared este:
Muerte en el Plötzensee: decapitación del bautista – exterminación en masa en Plötzensee (2 pizarras) – la guillotina. La decapitación del bautista es una referencia a los asesinatos de Plötzensee entre 1933 y 1945. En las pizarras que están colocadas en dirección a la casa de ejecuciones de Plötzensee se muestran las dos clases de ejecuciones que se realizaban: La sentencia se ejecutaba desde 1937 con la guillotina. Después de un bombardeo que dañó la guillotina, los condenados eran ahorcados. El mismo Hitler ordenó la colocación de una viga con ganchos de carnicero para colgar a los miembros de La Capilla Roja (en alemán: die Rote Kapelle) a partir del 20 de julio de 1944. Noventa personas fueron ahorcadas aquí.
Pared norte:
Crucificación (3 pizarras). Hrdlicka plasma aquí la ejecución de Jesús en la cruz utilizando elementos tradicionales del arte cristiano: a la derecha y a la izquierda los dos ladrones y la corona de espinas. La crucificación es trasladada a la casa de ejecuciones: la cruz es representada por la viga de acero y los clavos por los ganchos de carnicero.
Emmaus – la última cena – pascuas. Esta imagen es la última que Hrdlicka terminó y entregó en el Adviento de 1972. Representa la imagen de la resurrección de la creencia de la comunidad cristiana en la calma, la paz, el consuelo, la superación, el valor y la esperanza. La base bíblica se encuentra en el relato del Nuevo Testamento que narra la historia de los dos discípulos que, junto a un desconocido, reconocieron a Jesús después de su resurrección. 

## Significado
La obra de Hrdlickas es la primera representación del Totentanz en la historia del arte que se expone en la sala principal de una iglesia; al mismo tiempo es la primera creación de un monumento al Totentanz del siglo XX. Fue reconocida como la obra de arte de mayor importancia en la iglesia de Berlín.

## Enlaces
- Página web del centro cívico evangélico Charlottenburg-Norte
- El Plötzenseer Totentanz de Alfred Hrdlicka, representación en la página web de la iglesia evangélica de Charlottenburg-Norte
- El centro cívico de Plötzensee – una casa de la comunidad: ponencia de Susanne Röcke M.A. por el día del monumento número 21 de Berlín 2007 (PDF 940kB)

- Datos: Q2099932